# Halterofilismo nos Jogos Olímpicos de Verão de 2008 - Mais de 75 kg feminino
A competição da categoria mais de 75 kg feminino do halterofilismo nos Jogos Olímpicos de Verão de 2008 foi realizada no dia 16 de agosto de 2008 no Ginásio da Universidade Beihang.
Originalmente a ucraniana Olha Korobka obteve a medalha de prata, mas foi desclassificada em 26 de outubro de 2016 após a reanálise de seu teste antidoping acusar o uso da substância turinabol. Em 17 de novembro do mesmo ano, foi a vez da cazaque Mariya Grabovetskaya perder a medalha de bronze após a reanálise flagrar as substâncias turinabol, oxandrolona e estanozolol.
As medalhas foram realocadas pela Federação Internacional de Halterofilismo.

## Recordes
Antes desta competição, os recordes mundiais e olímpicos da prova eram os seguintes:
| Recorde mundial  | Arranque  | CHN Mu Shuangshuang | 139 kg   | Doha, Qatar           | 6/dez/06  |
| Recorde mundial  | Arremesso | CHN Tang Gonghong   | 182 kg   | Atenas, Grécia        | 21/ago/04 |
| Recorde mundial  | Total     | CHN Mu Shuangshuang | 319 kg   | Chiang Mai, Tailândia | 26/set/07 |
| Recorde olímpico | Arranque  | CHN Ding Meiyuan    | 135 kg   | Sydney, Austrália     | 22/set/00 |
| Recorde olímpico | Arremesso | CHN Tang Gonghong   | 182,5 kg | Atenas, Grécia        | 21/ago/04 |
| Recorde olímpico | Total     | CHN Tang Gonghong   | 305 kg   | Atenas, Grécia        | 21/ago/04 |

## Medalhistas
| Ouro   | KOR Jang Mi-ran  |
| Prata  | SAM Ele Opeloge  |
| Bronze | NGR Mariam Usman |

## Resultados
| Pos.              | Nome                     | Peso   | Arranque (kg) | Arranque (kg) | Arranque (kg) | Arranque (kg) | Arremesso (kg) | Arremesso (kg) | Arremesso (kg) | Arremesso (kg) | Total (kg) |
| Pos.              | Nome                     | Peso   | 1             | 2             | 3             | Res.          | 1              | 2              | 3              | Res.           | Total (kg) |
| ----------------- | ------------------------ | ------ | ------------- | ------------- | ------------- | ------------- | -------------- | -------------- | -------------- | -------------- | ---------- |
| Medalha de ouro   | KOR Jang Mi-ran          | 116,75 | 130           | 136           | 140           | 140           | 175            | 183            | 186            | 186            | 326        |
| Medalha de prata  | SAM Ele Opeloge          | 123,89 | 113           | 116           | 119           | 119           | 145            | 150            | 152            | 150            | 269        |
| Medalha de bronze | NGR Mariam Usman         | 115,30 | 115           | 115           | 120           | 115           | 145            | 150            | 156            | 150            | 265        |
| 4                 | USA Cheryl Haworth       | 136,29 | 112           | 115           | 118           | 115           | 140            | 144            | 150            | 144            | 259        |
| 5                 | UKR Yuliya Dovhal        | 096,05 | 114           | 114           | 118           | 118           | 140            | 140            | 147            | 140            | 258        |
| 6                 | AUS Deborah Lovely       | 094,19 | 109           | 113           | 115           | 113           | 135            | 135            | 140            | 135            | 248        |
| 7                 | GRE Viktoria Mavridou    | 102,15 | 100           | 105           | 110           | 105           | 121            | 126            | 128            | 126            | 231        |
| 8                 | PER Cristina Cornejo     | 117,50 | 093           | 097           | 099           | 097           | 123            | 128            | 130            | 128            | 225        |
| –                 | ESA Eva Dimas            | 086,85 | 100           | 105           | 105           | 105           | 125            | 127            | 127            | –              | DNF        |
| DSQ               | UKR Olga Korobka         | 166,97 | 120           | 124           | 127           | 124           | 150            | 153            | –              | 153            | 277        |
| DSQ               | KAZ Mariya Grabovetskaya | 112,93 | 115           | 115           | 120           | 120           | 145            | 150            | 150            | 150            | 270        |

- DNF: não completou a prova.